# Обединение на Германия (1871)
 Тази статия е за обединението на Германия след победата във Френско-пруската война.  За обединението на Германия след падането на Берлинската стена вижте Обединение на Германия (1990).  
Обединението на Германия от 1871 г. е създаването на обща германска национална държава под управлението на пруския крал Вилхелм I с канцлер Ото фон Бисмарк – най-напред на т.нар. Северногермански съюз (1866), после на новата Германска империя (1871). 
Според конституцията от 16 април 1871 г. Германската империя се състои от следните 24 държави:
- Кралства: Прусия, Бавария, Вюртемберг, Саксония
- Велики херцогства: Баден, Мекленбург-Шверин, Хесен, Олденбург, Саксония-Ваймар-Айзенах, Мекленбург-Щрелиц
- Херцогства: Брауншвайг, Саксония-Майнинген, Анхалт, Саксония-Кобург и Гота, Саксония-Алтенбург
- Княжества: Липе, Валдек, Шварцбург-Рудолщат, Шварцбург-Зондерсхаузен, Ройс млада линия, Шаумбург-Липе, Ройс стара линия
- Свободни и ханзейски градове: Хамбург, Любек, Бремен

Това е целта на патриоти още от Освободителните войни между 1813 и 1815 г. Гражданското съсловие обаче се проваля в първите си опити (Мартенска революция, Франкфуртско национално събрание).
Обединението трябвало да премине през 3 военни конфликта. В първия от тях Прусия в съюз с Австрийската империя се изправила срещу Дания в борба за населените с германци херцогства Шлезвиг и Холщайн. Вторият бил през април 1866 г., когато пруският министър-председател Бисмарк провокирал австрийците към военен конфликт. На 3 юли 1866 г. при градчето Садова австрийската армия претърпяла поражение. Прусия анексира Хановер, Хесен, Насау и Франкфурт – създаден бил Северногерманският съюз. Единственият съперник останал Франция. Наполеон III в никакъв случай не искал на източната си граница една обединена и агресивна германска държава. На 19 юли 1870 г. Франция обявила война на Прусия. Пруската армия била много по-добре подготвена, разполагала с отлични военни планове и блестящо ръководство, докато френската мобилизация била хаотична, а генералите – самонадеяни и бездарни. Резултатите били разгром на френската армия и вземането в плен на Наполеон III. Германците нахлуват във френската столица и на 18 януари 1871 г. в Огледалната зала на Версайския дворец край Париж се събират главите на различни немскоговорещи държави и провъзгласяват обединението си в една държава – създава се Германската империя. Император става пруския крал Вилхелм I (Кралство Прусия било най-голямото и представлявало над две трети от територията на империята и на народа), а канцлер на империята става дотогавашния пруски министър-председател Ото фон Бисмарк.